# Clase Illustrious
La clase Illustrious fue la sucesora de la HMS Ark Royal y estaba compuesta por cuatro portaaviones que participaron activamente y en acciones destacadas en casi todos los frentes en la Segunda Guerra Mundial, sobrevivieron al conflicto y fueron desguazados en la década de 1950, siendo el HMS Victorious el último sobreviviente,  el cual fue desguazado en 1969.

## Características generales
La clase Illustrious presentaba una cubierta de acero sin madera, de una sola corrida cerrada hasta la proa con un blindaje de 76 mm y un hangar completamente blindado.  Su diseño serviría de inspiración a la clase Essex americana.
Podían trasportar 37 aeronaves, a excepción del HMS Indomitable que podía transportar 55 aviones; pero en desmedro del blindaje que era mucho menor. Poseían una velocidad muy aceptable para su desplazamiento de 30,5 n proporcionada por sus 111 000 CV generados por 6 calderas Admiralty asociadas a turbinas Parsons, todo lo cual transmitía la energía a 3 ejes propulsores.
En general, el blindaje de la cubierta resultó insuficiente para soportar bombas de 500 kg, al menos dos portaaviones sufrieron serios daños durante las operaciones en Malta; no obstante probaron ser lo suficiente fuertes para soportar ataques kamikazes en el frente del Pacífico. El blindaje era además estructural, por lo que cualquier bomba que penetrara esta cubierta dañaba el marco del navío.
Fueron diseñados para ser usados como escoltas de acorazados, y no para operar como fuerza de ataque propiamente, razón por la que se explica la reducida capacidad de aeronaves respecto de sus homólogos norteamericanos.  El HMS Victoriuos fue modificado en su diseño recto incorporándole una cubierta angular.
Transportaron sobre sus cubiertas desde los aviones de fuselaje entelado, Fairey Swordfish hasta los F4U Corsair, pasando por los Supermarine Seafire.
| Numeral | Nombre          | Construido por                         | Puesta en grada         | Botado                   | Asignado                | Destino             |
| ------- | --------------- | -------------------------------------- | ----------------------- | ------------------------ | ----------------------- | ------------------- |
| R87     | HMS Illustrious | Vickers Armstrong en Barrow in Furnes  | 27 de abril de 1937     | 5 de abril de 1939       | 25 de mayo de 1940      | Desguazado en 1956  |
| 67      | HMS Formidable  | Astillero Harland and Wolff            | 17 de junio de 1937     | 17 de agosto de 1939     | 24 de noviembre de 1940 | Desguazado en 1956  |
| R38     | HMS Victorious  | Astilleros Vickers-Armstrong Newcastle | 4 de mayo de 1937       | 14 de septiembre de 1939 | 14 de mayo de 1941      | Desguazado en 1969  |
| 92      | HMS Indomitable | Vickers Armstrong en Barrow in Furnes  | 10 de noviembre de 1937 | 26 de marzo de 1940      | 10 de octubre de 1941   | Desguazado en 1955. |